# Valentina Baldelli
Valentina Baldelli (Gualdo Tadino, 30 gennaio 1989) è una cestista italiana.

## Carriera
Playmaker di 170 cm, ha giocato in Serie A1 femminile con Orvieto per quattro stagioni.
Nel 2016 viene ingaggiata in Serie A2 dalla B&P Costa Masnaga, dove rimane per quattro stagioni prima di approdare ad Empoli, successivamente si trasferisce a Castelnuovo con cui in due anni vince Coppa Italia di Serie A2 il primo anno e promozione in serie A1 il secondo ed approda, nell’estate 2024 da capitana a Broni,dove ottiene la seconda promozione in A1 consecutiva.

## Palmarès
- Campionato italiano di Serie A2: 3
Fratta Umbertide: 2007-08; Castelnuovo Scrivia: 2023-24; Broni 2024-25
- Coppa Italia di Serie A2: 2
Costa Masnaga: 2017; Castelnuovo Scrivia: 2023
- MVP Coppa Italia di Serie A2: 1
Costa Masnaga: 2017[2]